# Valle (kommune)
 For alternative betydninger, se Valle. (Se også artikler, som begynder med Valle)
Valle er en kommune i Agder fylke i Norge. Den grænser i nord til Bykle og Tokke, i øst til Fyresdal, i syd til Bygland, og i vest til Sirdal.
den nuværende kommune blev etableret 1. januar 1962 ved at to separate kommuner, Valle og Hylestad, blev sammenlagt. Der er to byer i kommunen, Valle og Rysstad, med den kommunale administration placeret i Valle.
Kommunen er en del af Setesdal. Floden Otra løber gennem kommunen. Den vestlige del av kommunen er en del af Setesdal Vesthei - Ryfylkeheiane Landskabsbeskyttelsesområde, hvor Europas sydligste vildrenstamme holder til.

## Vandkraft
Vandkraft er en vigtig indtægtskilde for kommunerne Valle og Bykle. Udbygningen af kraftværkerne i Valle startede i 1960'erne. Otra Kraft, som holder til ved Brokke kraftverk på Nomeland, driver flere kraftstationer i Setesdal.